# Stasys Šimkus
Stasys Šimkus (Motiškiai, 23 gennaio 1887 – Kaunas, 15 ottobre 1943) è stato un compositore lituano.

## Biografia
Šimkus studiò a Vilnius e Varsavia e successivamente diventò allievo di Anatoly Konstantinovich Lyadov, Jāzeps Vītols e Maximilian Steinberg. Dopo aver fatto un viaggio per gli Stati Uniti, andò a Lipsia per ulteriori studi, dove ebbe come insegnanti Paul Graener e Sigfrid Karg-Elert.
Romantico nazionale, Šimkus, aiutò a risuscitare l'organizzazione culturale lituana Daina nel 1916. Nel 1923 inaugurò una scuola di musica privata a Klaipėda, che fu poco dopo trasformata come Conservatorio nazionale lituano (oggi chiamato Conservatoire Klaipėda Stasys Šimkus). Fu professore di composizione al Conservatorio dal 1931 al 1937 e diresse l'Opera di Stato a Kaunas.
Šimkus ha composto diverse opere, una cantata, un poema sinfonica, una suite di pianoforte, una ballata, opere corali, lieder e musiche di chiese.